# Abrollcontainer-Transportsystem

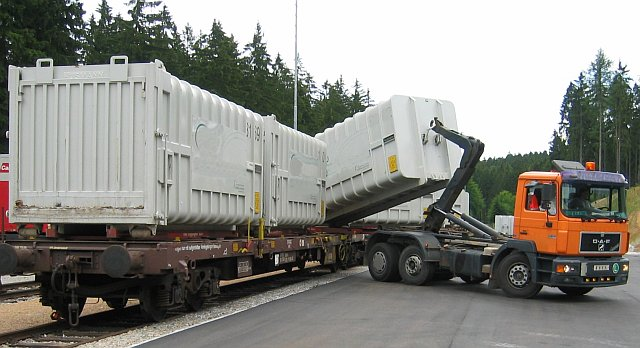
ACTS-Verladung

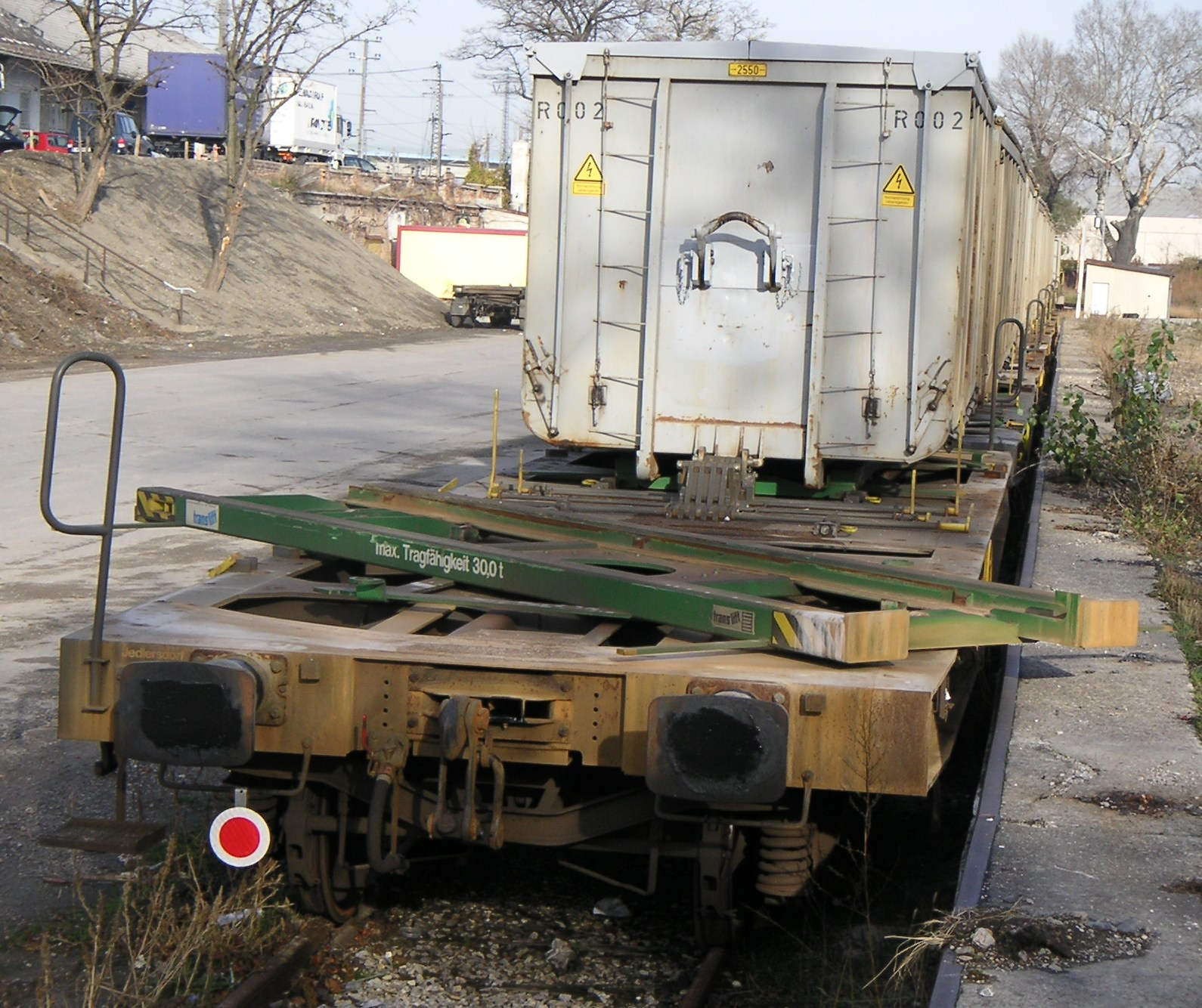
ACTS-Tragwagen mit ausgeschwenktem Drehrahmen

Das Abrollcontainer-Transportsystem (ACTS) kombiniert den auf der Straße gängigen Abrollcontainertransport mit dem Bahntransport. Das einfach zu handhabende System ermöglicht den schnellen Umschlag von Abrollcontainern zwischen Lkw und Güterwagen und benötigt dabei keine stationären Ladehilfen (Stapler, Kran).

## Beschreibung
Zur Umladung zwischen Wechselladerfahrzeug und Güterwagen ist nur ein horizontales und gerades Gleis mit einer befestigten Ladestraße notwendig. Für den Umladevorgang muss der Drehrahmen des Güterwagens entriegelt und um 45° ausgeschwenkt werden. Dies erfolgt entweder per Hand oder mithilfe eines Gurtbandes und des Wechselladerfahrzeugs. Für die Umladung fährt das Wechselladerfahrzeug rückwärts an den Drehrahmen heran und lädt den Behälter mithilfe des Haken- oder Kettengerätes um. Abschließend wird der Drehrahmen wieder eingeschwenkt und verriegelt.

### Abrollbehälter
Der Abrollcontainer ist ein Ladebehälter auf Rollen, dessen Unterrahmen durch die Norm DIN 30722 des Normenausschusses Kommunale Technik (NKT) genormt ist. Die ersten Teile sind nach verschiedenen Gewichtsklassen organisiert (Teil 1 bis 26 t, Teil 2 bis 32 t, Teil 3 bis 16 t), sie wurden erstmals im April 1993 herausgegeben und in der aktuellen Ausgabe vom Februar 2007 überarbeitet. Der Teil 4 behandelte den intermodalen Verkehr auf Straße und Schiene, welcher inzwischen jedoch ersatzlos zurückgezogen wurde. Für den Transport auf Eisenbahnwagen müssen die Abrollcontainer zusätzlich die Vorgaben des UIC-Merkblattes 591 einhalten. Dementsprechend sind nur bahnamtlich geprüfte Behälter für das ACTS zugelassen. Die Eignung ist durch eine entsprechende Beschriftung an den Behältern kenntlich zu machen.
Um die Kompatibilität zu den standardisierten Eisenbahnwagen-Drehrahmen sicherzustellen, ist die Länge der für den Eisenbahntransport geeigneten Abrollbehälter gegenüber den für den Straßentransport geeigneten Behältern auf maximal 5950 mm begrenzt. Längere Behälter sind bei entsprechend ausgeführten Drehrahmen möglich. Zusätzlich zu Rollen nach DIN 30722 müssen die Abrollbehälter noch mit Bahnrollen ausgerüsteten sein, welche die Verladung auf den Eisenbahnwagen-Drehrahmen erleichtern. Die Abrollbehälter sind mit einer abklappbaren Hakenaufnahme und einem Kettenbock auszurüsten, sodass eine Umladung sowohl mit einem Haken- als auch mit einem Kettengerät möglich ist.
Die zulässige Masse des Abrollbehälters ist abhängig von den eingesetzten Wechselladerfahrzeugen und Güterwagen.

### Wechselladerfahrzeug
Für den Straßentransport des Abrollcontainers wird ein Lastwagen mit bahngeprüftem Haken- oder Kettengerät benötigt, das sogenannte Wechselladerfahrzeug (auch „Abroller“ genannt), welches das Auf-, Ab- und Umladen der Abrollbehälter gestattet. Die Wechselladerfahrzeuge übernehmen den Vor- und Nachlauf der Abrollbehälter vom Absender zum Umschlagspunkt bzw. vom Umschlagspunkt zum Empfänger.

### Güterwagen
Die Bahnunternehmen stellen den ACTS-Güterwagen mit zwei oder drei Drehrahmen zur Verfügung. Diese Drehrahmen sind manuell auf Kugeldrehkränzen beidseitig schwenkbar ausgeführt. Laufschienen führen die Rollen der Behälter auf dem Drehrahmen. Am Ende der Laufschienen befinden sich ein Anschlag, welcher den Verschub des Behälters auf dem Drehrahmen begrenzt, und eine Absenkung der Laufschienenfläche, sodass der Längsträger des Behälters auf dem Drehrahmen aufliegt. Der Behälter kann für die Bahnfahrt auf dem Drehrahmen und der Drehrahmen in eingeschwenkter Position auf dem Güterwagen verriegelt werden. Die Drehrahmen sind entweder fix oder mit Twistlocks abnehmbar auf dem Güterwagen befestigt. Im ersten Fall handelt es sich um speziell für den Transport von Abrollbehältern vorbereitete Flachwagen und im zweiten Fall um Containertragwagen, welche durch den Drehrahmen zusätzlich auch in der Lage sind, Abrollbehälter zu transportieren.

## Vorläufer

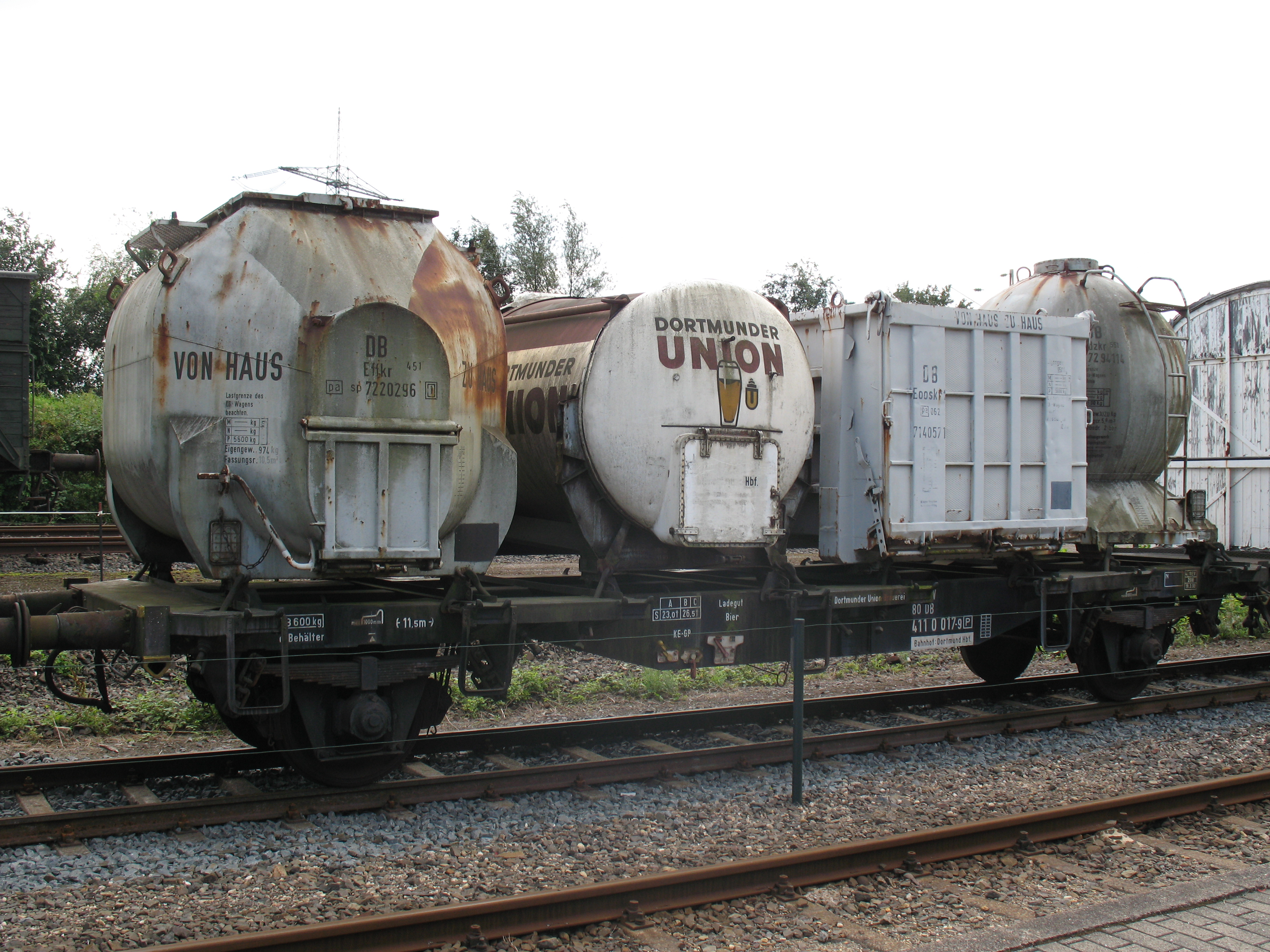
Historischer Behältertragwagen mit abnehmbaren Kesseln und abnehmbarem „von Haus zu Haus“-Behälter vom Typ Eooskrt

Die ersten intermodalen Ladebehälter wurden ab 1934 in den Niederlanden eingesetzt. Diese „Laadkisten“ hatten die Maße 2,5 m × 2 m × 2 m und waren für ein Gewicht bis 3000 kg spezifiziert. Das Aufladen vom Eisenbahnwagen erfolgte dabei mit einer Seilwinde.
Nach dem Zweiten Weltkrieg der Behälterverkehr in Dänemark, Benelux, Westdeutschland, Schweiz und Schweden eingesetzt, wofür es angepasste Behälter-Tragwagen (BT) gab. In Deutschland wurde es unter der Marke Von Haus zu Haus als Großbehältertransport vermarktet, der verschiedene Typen von Transportaufsätzen beinhaltete.
In den 1970er Jahren wurde mit zunehmender Konkurrenz verschiedener anderer Verkehrsformen der Behälterverkehr zunächst zum Nischenprodukt, bevor er bis Ende der 1990er Jahre komplett verschwand. Das zentrale Konzept des Behälterverkehrs, der Transport kleinerer Ladeeinheiten direkt vom Versender zum Empfänger, verlagerte sich weitgehend auf den Straßengüterverkehr und/oder auf andere Formen des Kombinierten Verkehrs mit größeren Ladeeinheiten.